# 天主教马德拉斯暨梅拉普尔总教区
天主教馬德拉斯暨梅拉普爾總教區（拉丁語：Archidioecesis Madraspolitanus et Meliaporensis），是羅馬天主教會以印度泰米爾納德邦最大都市金奈為中心的一個總主教區。下轄四個教區。
2004年有教友343,103名，佔轄區總人口僅百分之4.9。由319名司鐸名管理九十九個堂區。現任教區總主教為乔治‧安托尼桑米。
1606年1月9日建立梅拉普爾教區。1836年7月3日建立喬治堡代牧區，並於1886年9月1日升為馬德拉斯總教區。1952年11月13日兩教區位合併。